# Oficina de Exonerados Políticos
La Oficina de Exonerados Políticos (OEP) es un organismo estatal chileno dependiente del Ministerio del Interior y Seguridad Pública, a través de la Subsecretaría del Interior, dicho organismo ejerce la facultad privativa (exclusiva y excluyente) del presidente de la República para calificar la condición de exonerado político —durante la dictadura militar del general Augusto Pinochet— de los postulantes a la ley de Exonerados Políticos (19.234) y sus modificatorias.

## Funciones
La ley 19.234, llamada Ley de Exonerados Políticos, es una ley de reparación que otorga beneficios previsionales por gracia a personas exoneradas por motivos políticos o acto de autoridad, en el periodo comprendido entre el 11 de septiembre de 1973 y el 10 de marzo de 1990.
Es la propia ley 19.234 la que detalla claramente los requisitos que se deben reunir para obtener la calidad de «Exonerado Político» y los procedimientos a seguir para obtener tal resolución. De hecho, no todos los solicitantes resultan ser calificados y no todos a quienes se les reconoce su calidad de exonerado se hacen acreedores del beneficio de pensión.
Luego de que un postulante es calificado por la «Comisión Especial» como exonerado político, el expediente es enviado al Instituto de Previsión Social (IPS), para que se calcule el beneficio correspondiente. Entre 1995 y 2003 la OEP estuvo dirigida por el profesor y sociólogo Humberto Lagos Schuffeneger.